# Вознесенська церква (Уланів)
Вознесе́нська це́рква в Уланові — пам'ятка архітектури 1777 року.

## Сучасність
Діюча, належить громаді УПЦ МП. При храмі існує недільна школа.